# The sessions VI
The sessions VI is een livealbum van Tangerine Dream. Het maakt onderdeel uit van een verzameling albums onder de titel The sessions begonnen in 2017. The sessions VI werd opgenomen tijdens het Elektro Beats Festival in de RBB Sendesaal in Berlijn op 3 november 2018, organisator Radio Eins. Het is een improvisatie (real-timecompositie). Het album vermeldt dat het een cupdisc is, Tangerine Dreams aanduiding voor een ep. 
Op het album is naast de vaste bandleden ook Paul Frick te horen, die zich in de zomer van 2020 als permanent lid bij Tangerine Dream zou voegen.

## Musici
- Thorsten Quaeschning – toetsinstrumenten, elektrische gitaar
- Ulrich Schnauss – synthesizers, sequencer
- Hoshiko Yamane – elektrische viool, altviool
- Paul Frick – toetsinstrument

## Muziek
| Nr. | Titel                | Duur  |
| --- | -------------------- | ----- |
| 1.  | 10:15pm session-west | 48:36 |